# Goccioline respiratorie

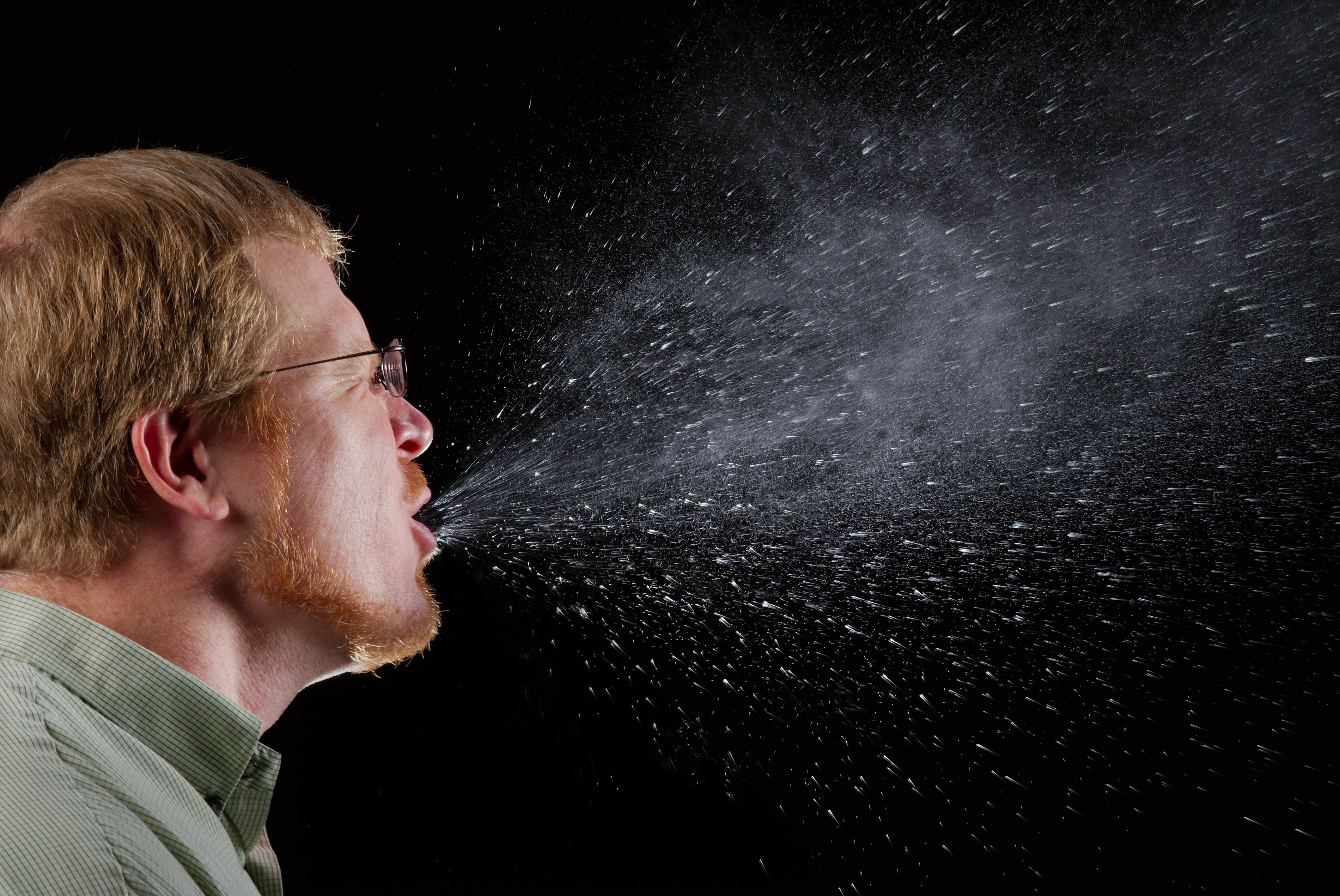
Esempio di goccioline respiratorie che vengono liberate nell'aria attraverso uno starnuto

Le goccioline respiratorie, chiamate anche (respiratory) droplet(s), sono particelle costituite principalmente da acqua che sono abbastanza grandi da cadere rapidamente a terra dopo essere state prodotte. 
Possono essere prodotte naturalmente a seguito di processi fisiologici come durante la respirazione, conversazione, starnuti, tosse o vomito, oppure possono essere generate artificialmente attraverso procedure mediche che generano aerosol.

## Storia
Il batteriologo tedesco Carl Flügge nel 1899 fu il primo a dimostrare che i microrganismi presenti nelle goccioline espulse dal tratto respiratorio sono un mezzo di trasmissione della malattia. All'inizio del XX secolo, il termine gocciolina Flügge veniva talvolta usato per particelle sufficientemente grandi da non seccarsi o evaporare completamente, all'incirca quelle più grandi di 100 µm.
Il concetto di Flügge delle goccioline come fonte primaria e vettore per la trasmissione respiratoria di malattie prevalse negli anni 30 fino a quando William F. Wells differenziò tra goccioline grandi e piccole.

## Definizione
Una goccia respiratoria è spesso definita come avente un diametro maggiore di 5 µm ma la transmissione di malattie può risultare anche di gocce più piccole.

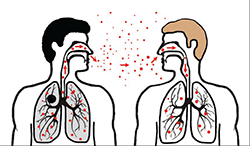
Trasmissione di goccioline respiratorie tra individui

Le goccioline respiratorie sono diverse dai nuclei delle goccioline, che sono più piccoli di 5 µm, formano la base degli aerosol e possono rimanere sospesi nell'aria per lunghi periodi di tempo. Quindi i nuclei delle goccioline, ma non le goccioline respiratorie, possono essere un veicolo per le malattie trasportate dall'aria.

## Formazione
Le goccioline respiratorie possono essere prodotte in molti modi. Possono essere prodotti naturalmente con la respirazione, starnuti, tosse o parlando. Possono anche essere generati artificialmente in un ambiente sanitario attraverso procedure che generano aerosol come intubazione, rianimazione cardiopolmonare (CPR) o broncoscopia.
A seconda del metodo di formazione, le goccioline respiratorie possono contenere anche sali, cellule e particelle virali. Nel caso di goccioline prodotte naturalmente, possono provenire da diverse parti delle vie respiratorie, il che può influire sul loro contenuto.

## Trasporto
In base al modo in cui si sono formate e alle dimensioni o alla velocità iniziale in cui sono state espletate, ciò influenza il loro trasporto e il destino nell'aria. Se inalate, le particelle superiori a 10 µm tendono a rimanere intrappolate nel naso e nella gola anziché penetrare nel sistema respiratorio inferiore. Se non vengono inalate immediatamente, le goccioline inferiori a 100 µm tendono ad asciugarsi completamente, prima di depositarsi su una superficie. Una volta asciutte, diventano nuclei solidi di goccioline. Le goccioline respiratorie possono anche interagire con altre particelle d'origine non biologica nell'aria.